# Leichtathletik-Europameisterschaften 2022/Dreisprung der Frauen

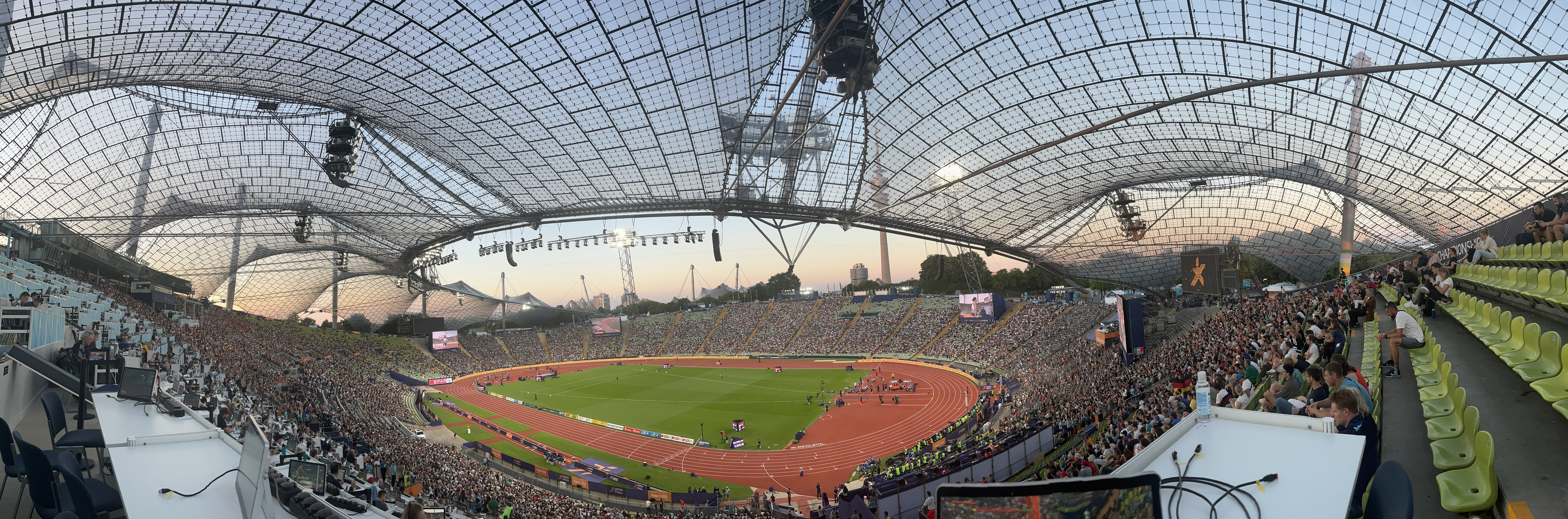
Das Olympiastadion in München während der Europameisterschaften 2022

Der Dreisprung der Frauen bei den Leichtathletik-Europameisterschaften 2022 wurde am 17. und 19. August 2022 im Olympiastadion der deutschen Stadt München ausgetragen.
Europameisterin wurde die Ukrainerin Maryna Bech-Romantschuk, die zuvor vor allem im Weitsprung zahlreiche Erfolge errungen hatte. Sie gewann vor der Finnin Kristiina Mäkelä. Bronze ging an die israelische Vizeweltmeisterin von 2015 und Vizeeuropameisterin von 2016 Hanna Minenko.

## Rekorde

### Bestehende Rekorde
| Weltrekord           | 15,74 m | Yulimar Rojas    | Belgrad, Serbien      | 20. März 2022   |
| Europarekord         | 15,50 m | Inessa Krawez    | WM Göteborg, Schweden | 10. August 1995 |
| Meisterschaftsrekord | 15,15 m | Tatjana Lebedewa | EM Göteborg, Schweden | 9. August 2006  |

Der bestehende EM-Rekord wurde bei diesen Europameisterschaften nicht erreicht. Die größte Weite erzielte die ukrainische Europameisterin Maryna Bech-Romantschuk mit ihrem fünften Sprung im Finale auf 15,02 m, womit sie dreizehn Zentimeter unter dem Rekord blieb. Mit ihrer Weite stellte sie eine neue europäische Jahresbestleistung auf. Zum Europarekord fehlten ihr 48 Zentimeter, zum Weltrekord 72 Zentimeter.

### Rekordverbesserung
Es wurde ein neuer Landesrekord aufgestellt:

14,64 m – Kristiina Mäkelä (Finnland), Finale am 19. August, zweiter Versuch

## Windbedingungen
In den folgenden Ergebnisübersichten sind die Windbedingungen zu den einzelnen Sprüngen benannt. Der erlaubte Grenzwert liegt bei zwei Metern pro Sekunde. Bei stärkerer Windunterstützung wird die Weite für den Wettkampf gewertet, findet jedoch keinen Eingang in Rekord- und Bestenlisten.

## Legende
Kurze Übersicht zur Bedeutung der Symbolik – so üblicherweise auch in sonstigen Veröffentlichungen verwendet:
| NR  | Nationaler Rekord        |
| EL  | Europajahresbestleistung |
| NM  | keine Weite (no mark)    |
| ogV | ohne gültigen Versuch    |
| –   | verzichtet               |
| x   | ungültig                 |

## Qualifikation
25 Teilnehmerinnen traten in zwei Gruppen zur Qualifikationsrunde an. Zwei von ihnen (hellblau unterlegt) übertrafen die Qualifikationsweite für den direkten Finaleinzug von 14,40 m. Damit war die Mindestzahl von zwölf Finalteilnehmerinnen nicht erreicht. Das Finalfeld wurde mit den zehn nächstplatzierten Sportlerinnen (hellgrün unterlegt) auf zwölf Springerinnen aufgefüllt. So reichten für die Finalteilnahme schließlich 13,71 m.

### Gruppe A
17. August 2022, 12:33 Uhr MESZ
| Platz | Name                    | Nation        | Resultat (m) | 1. Versuch (m) Wind (m/s) | 2. Versuch (m) Wind (m/s) | 3. Versuch (m) Wind (m/s) |
| 1     | Patrícia Mamona         | Portugal      | 14,45        | 14,45 / +1,4              | –                         | –                         |
| 2     | Maryna Bech-Romantschuk | Ukraine       | 14,36        | 14,18 / +2,3              | 14,36 / −1,4              | –                         |
| 3     | Hanna Minenko           | Israel        | 14,06        | 00x00 / −0,4              | 14,06 / −0,2              | 00x00 / −0,1              |
| 4     | Elena Taloș             | Rumänien      | 14,00        | 13,55 / +1,6              | 14,00 / −0,3              | 00x00 / +1,4              |
| 5     | Senni Salminen          | Finnland      | 13,90        | 13,90 / −0,4              | 00x00 / −0,3              | 13,87 / −1,0              |
| 6     | Dovilė Kilty            | Litauen       | 13,83        | 13,83 / +0,5              | 13,65 / −0,9              | 13,83 / +0,5              |
| 7     | Alexandra Natschewa     | Bulgarien     | 13,73        | 13,73 / +1,2              | 13,42 / −1,5              | 00x00 / +2,0              |
| 8     | Yekaterina Sarıyeva     | Aserbaidschan | 13,66        | 13,66 / +0,4              | 00x00 / −0,2              | 00x00 / −1,0              |
| 9     | Dariya Derkach          | Italien       | 13,65        | 00x00 / +1,3              | 13,65 / −0,5              | 00x00 / +0,5              |
| 10    | Kristin Gierisch        | Deutschland   | 13,59        | 00x00 / +2,0              | 11,88 / −1,2              | 13,59 / −1,2              |
| 11    | Gizem Akgöz             | Türkei        | 13,40        | 00x00 / +1,8              | 13,40 / −0,1              | 00x00 / −0,3              |
| 12    | Adrianna Szóstak        | Polen         | 13,36        | 13,22 / +0,7              | 00x00 / −1,4              | 13,36 / −0,8              |
| NM    | Paola Borović           | Kroatien      | ogV          | 00x00 / −0,3              | 00x00 / −0,7              | 00x00 / −0,7              |

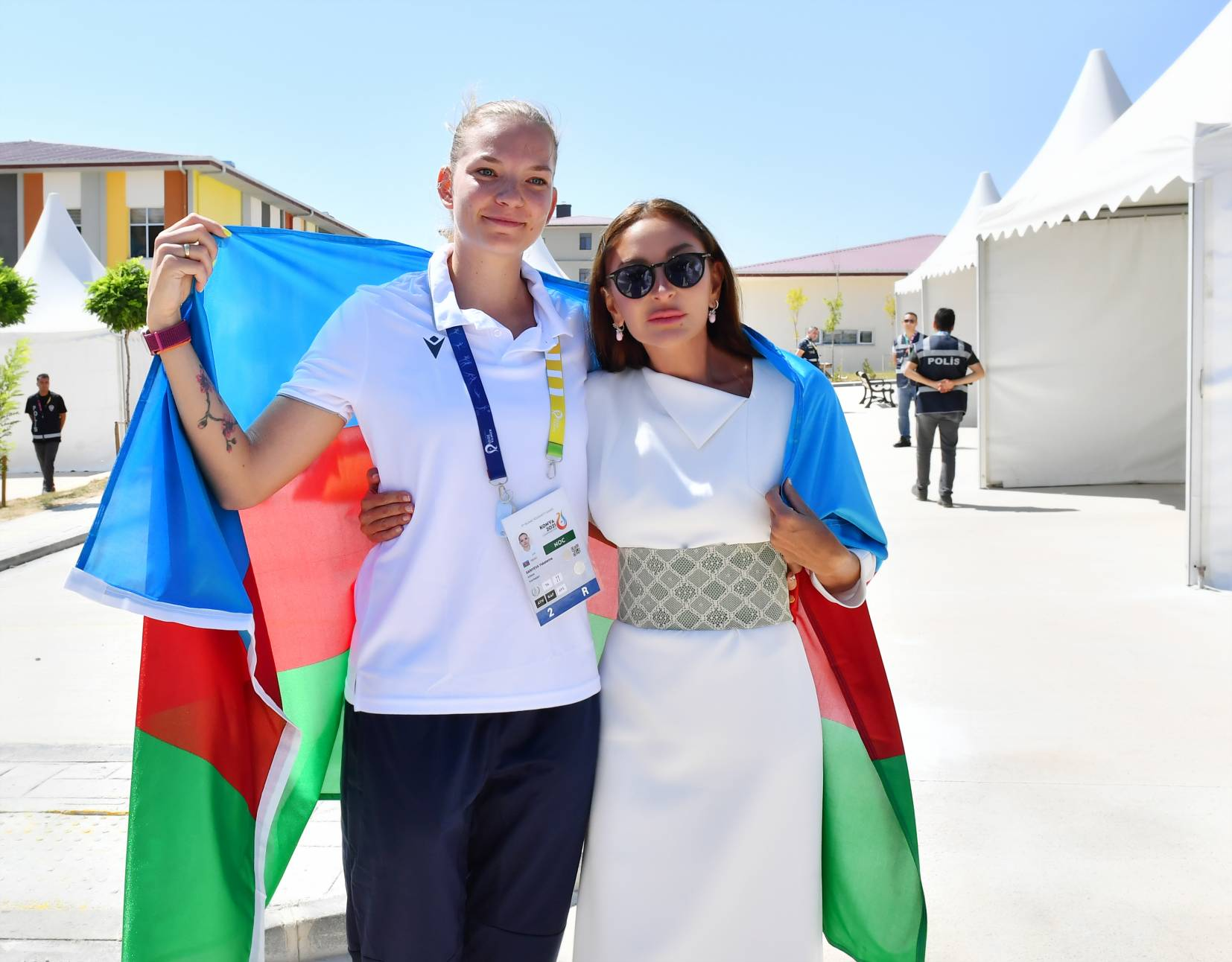
Yekaterina Sarıyeva (links) – ausgeschieden mit 13,66 m

Weitere in Qualifikationsgruppe A ausgeschiedene Dreispringerinnen:

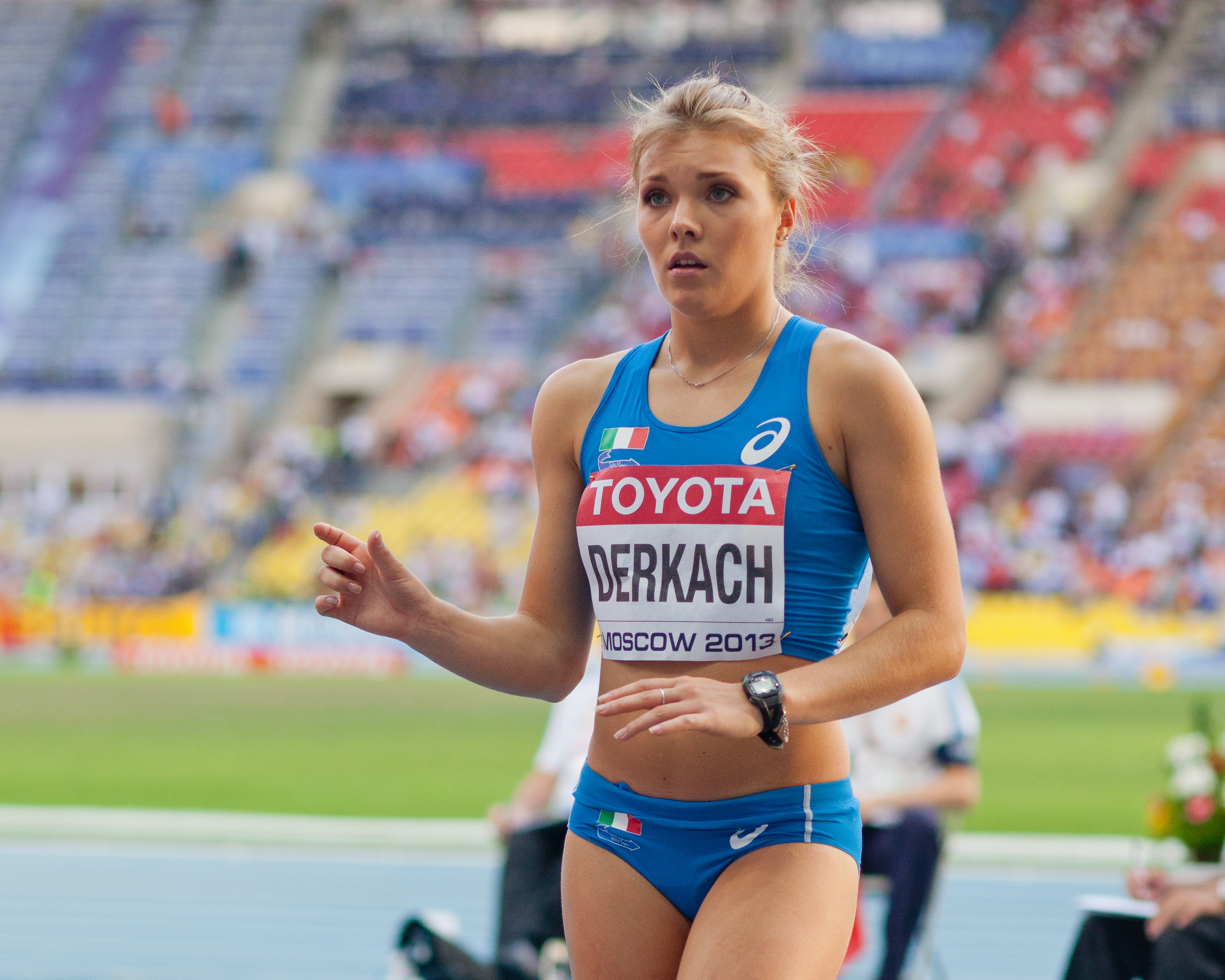
Dariya Derkach – 13,65 m
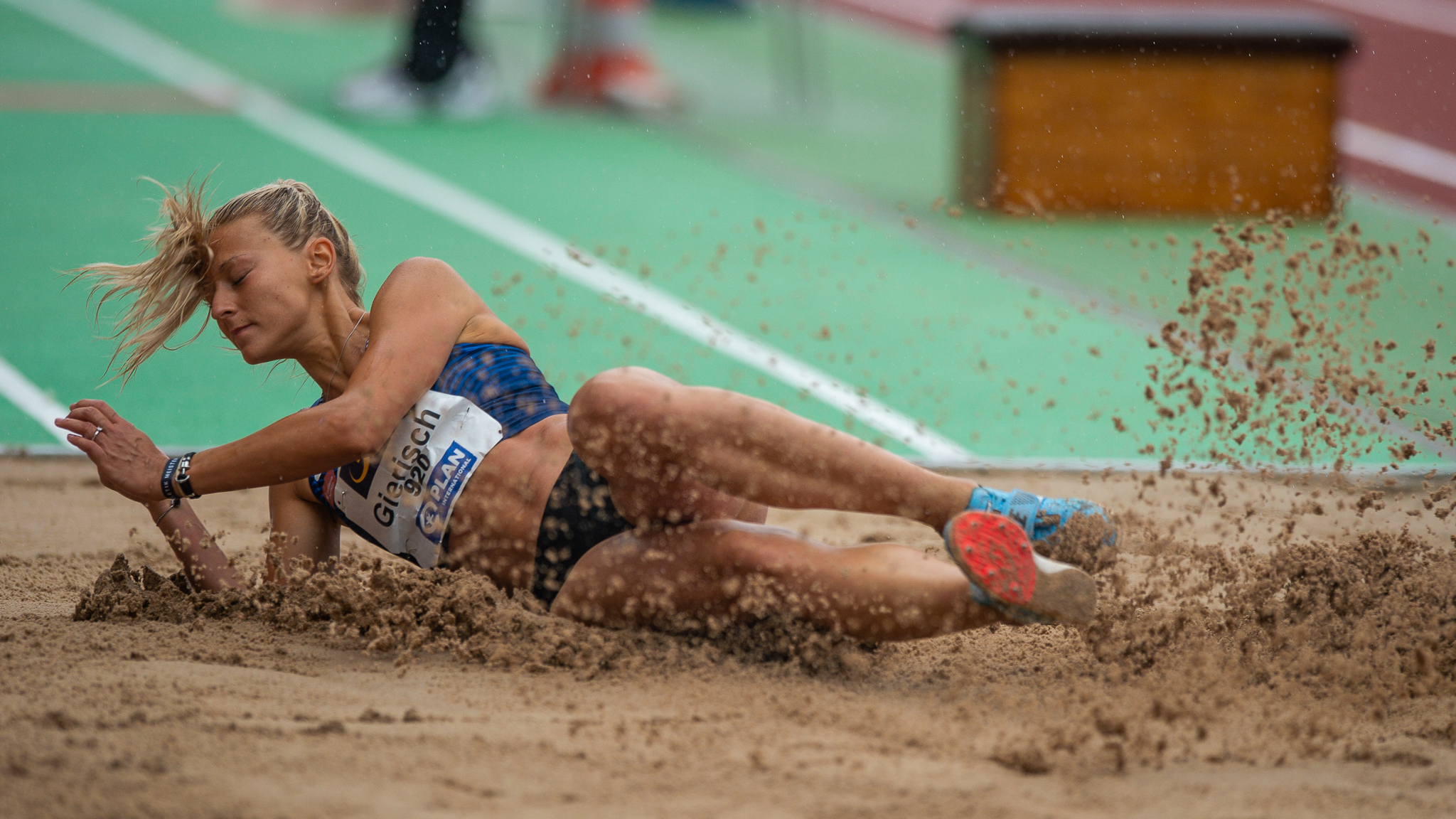
Kristin Gierisch – 13,59 m
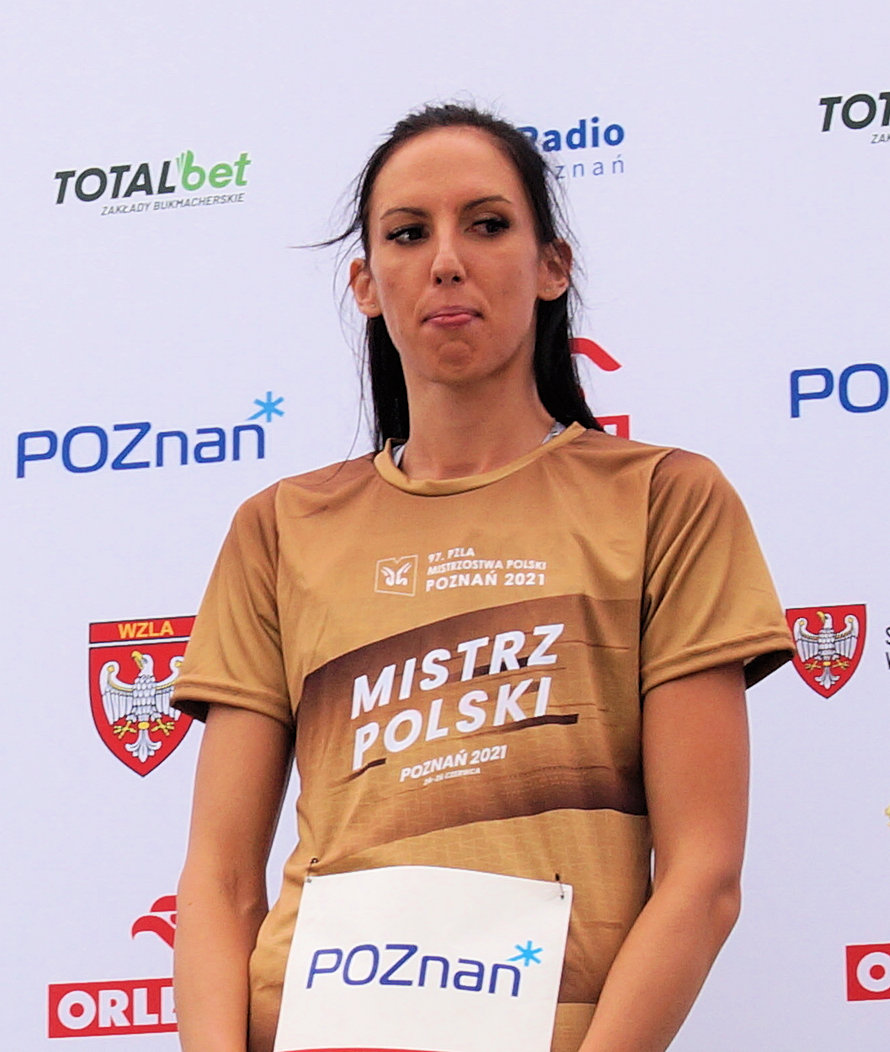
Adrianna Szóstak – 13,36 m

### Gruppe B

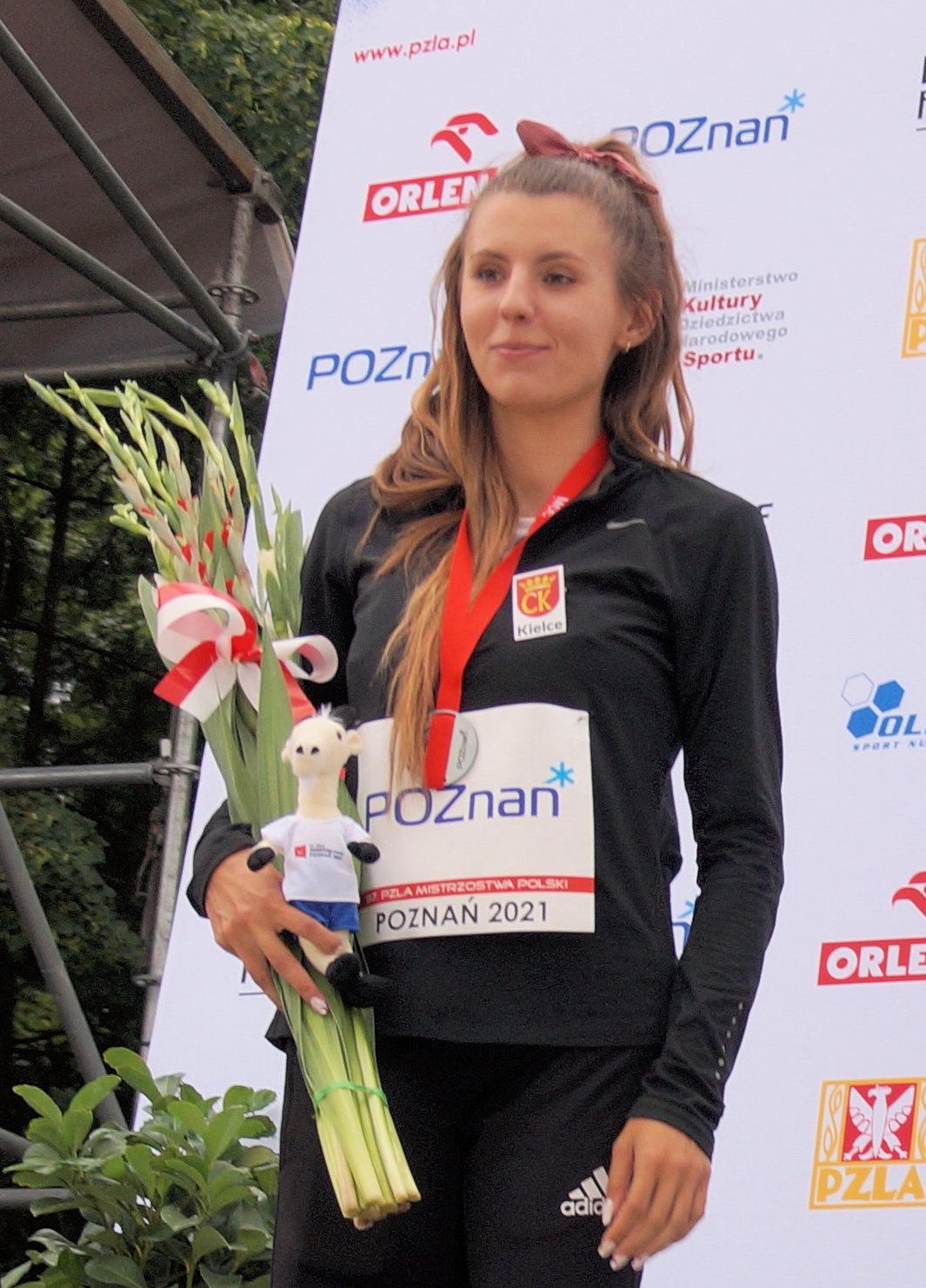
Karolina Młodawska – ausgeschieden mit 12,87 m
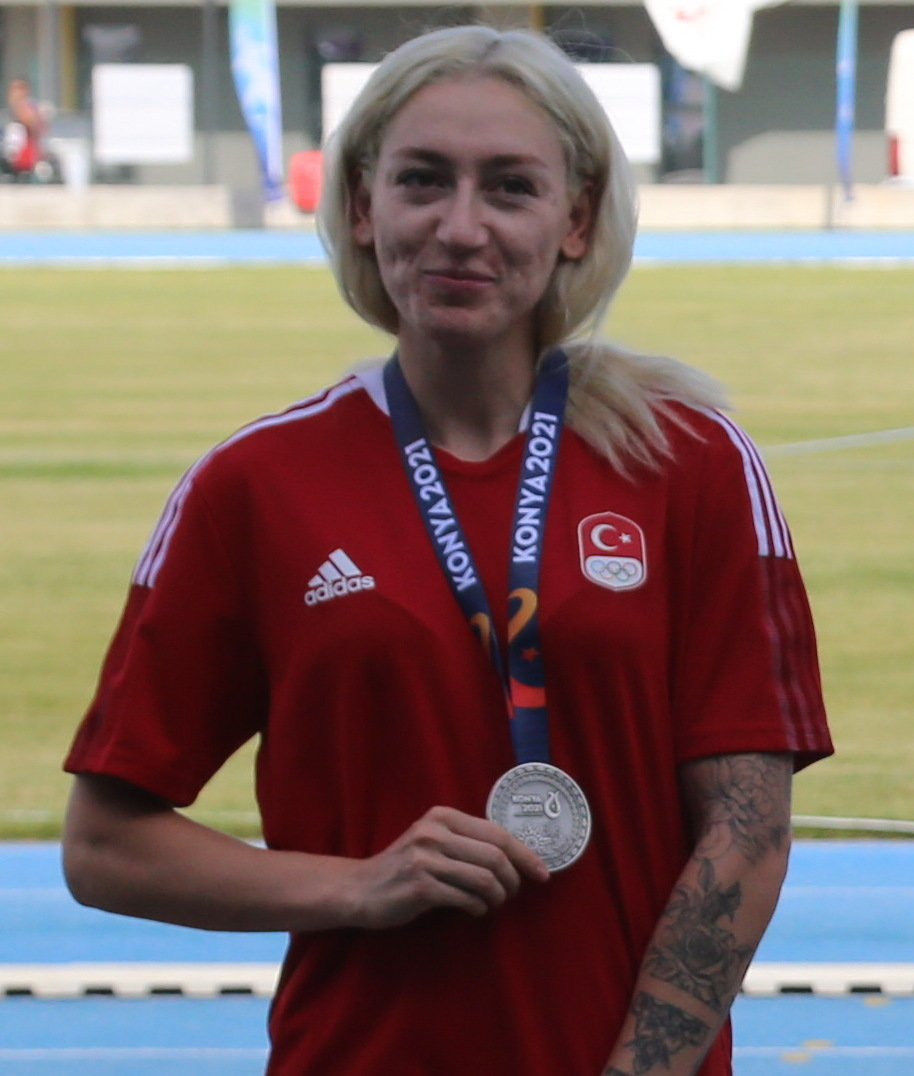
Tuğba Danışmaz – in der Qualifikation ohne gültigen Versuch

17. August 2022, 12:31 Uhr MESZ
| Platz | Name                 | Nation         | Resultat (m) | 1. Versuch (m) Wind (m/s) | 2. Versuch (m) Wind (m/s) | 3. Versuch (m) Wind (m/s) |
| 1     | Neele Eckhardt-Noack | Deutschland    | 14,53        | 14,53 / +1,5              | –                         | –                         |
| 2     | Naomi Metzger        | Großbritannien | 14,24        | 14,24 / +1,2              | –                         | –                         |
| 3     | Kristiina Mäkelä     | Finnland       | 14,11        | 00x00 / +1,1              | 14,11 / −0.6              | –                         |
| 4     | Ottavia Cestonaro    | Italien        | 13,86        | 13,39 / +0,5              | 00x00 / −0,9              | 13,86 / −1,0              |
| 5     | Spyridoula Karydi    | Griechenland   | 13,71        | 13,49 / +0,6              | 13,71 / −0,9              | 13,40 / −1,4              |
| 6     | Aina Grikšaitė       | Litauen        | 13,62        | 00x00 / +0,5              | 13,62 / −1,4              | 11,69 / −1,6              |
| 7     | Rūta Kate Lasmane    | Lettland       | 13,49        | 00x00 / +0,7              | 13,39 / −0,4              | 13,49 / +0,5              |
| 8     | Maja Åskag           | Schweden       | 13,23        | 00x00 / +2,4              | 13,23 / −0,5              | 00x00 / −0,5              |
| 9     | Karolina Młodawska   | Polen          | 12,87        | 00x00 / +1,2              | 12,87 / −1,1              | 00x00 / +1,5              |
| 10    | Jessie Maduka        | Deutschland    | 12,11        | 12,11 / +0,1              | 00x00 / +1,1              | 00x00 / +0,3              |
| NM    | Tuğba Danışmaz       | Türkei         | ogV          | 00x00 / +1,6              | 00x00 / −1,7              | 00x00 / −0,1              |
| NM    | Neja Filipič         | Slowenien      | ogV          | 00x00 / +1,6              | 00x00 / −0,1              | 00x00 / −0,4              |

## Finale
18. August 2022, 17:45 Uhr MESZ
| Platz | Name                    | Nation         | Resultat (m) | 1. Versuch (m) Wind (m/s) | 2. Versuch (m) Wind (m/s) | 3. Versuch (m) Wind (m/s) | 4. Versuch (m) Wind (m/s)                     | 5. Versuch (m) Wind (m/s)                     | 6. Versuch (m) Wind (m/s)                     |
| 1     | Maryna Bech-Romantschuk | Ukraine        | 15,02 EL     | 14,81 / −0,4              | 14,68 / −0,6              | 00x00 / −3,2              | 14,80 / −2,3                                  | 15,02 / +1,9                                  | 00x00 / −1,1                                  |
| 2     | Kristiina Mäkelä        | Finnland       | 14,64 NR     | 14,01 / −1,4              | 14,64 / −0,4              | 00x00 / +0,7              | 13,93 / +1,3                                  | 14,34 / +0,9                                  | 00x00 / −0,4                                  |
| 3     | Hanna Minenko           | Israel         | 14,45000     | 14,20 / +0,2              | 00x00 / −1,6              | 14,45 / −3,2              | 13,97 / +1,1                                  | 00x00 / +1,0                                  | 00x00 / +0,1                                  |
| 4     | Neele Eckhardt-Noack    | Deutschland    | 14,43000     | 14,12 / +1,9              | 14,39 / −0,1              | 00x00 / −1,1              | 00x00 / −1,5                                  | 14,43 / −1,9                                  | 14,40 / − ,7                                  |
| 5     | Patrícia Mamona         | Portugal       | 14,41000     | 14,26 / −0,9              | 14,15 / −1,9              | 14,39 / +0,1              | 14,41 / −0,5                                  | 14,15 / +1,9                                  | 13,70 / −0,2                                  |
| 6     | Naomi Metzger           | Großbritannien | 14,33000     | 14,33 / +1,0              | 00x00 / −0,5              | 13,96 / −0,7              | 14,22 / +1,3                                  | 13,77 / −0,5                                  | 14,26 / −0,5                                  |
| 7     | Senni Salminen          | Finnland       | 14,13000     | 14,13 / −1,6              | 00x00 / −1,2              | 00x00 / −1,9              | 00x00 / ´0,8                                  | 00x00 / +0,7                                  | 00x00 / +0,6                                  |
| 8     | Elena Taloș             | Rumänien       | 14,01000     | 13,49 / −0,5              | 13,80 / −0,8              | 14,01 / +0,4              | 00x00 / −0,1                                  | 13,83 / −1,7                                  | 13,82 / +0,3                                  |
| 9     | Spyridoula Karydi       | Griechenland   | 13,54000     | 13,32 / −0,8              | 13,10 / +0,5              | 13,54 / −2,5              | nicht im Finale der besten acht Springerinnen | nicht im Finale der besten acht Springerinnen | nicht im Finale der besten acht Springerinnen |
| 10    | Ottavia Cestonaro       | Italien        | 13,48000     | 13,15 / −0,4              | 00x00 / −0,5              | 13,48 / −1,0              | nicht im Finale der besten acht Springerinnen | nicht im Finale der besten acht Springerinnen | nicht im Finale der besten acht Springerinnen |
| 11    | Alexandra Natschewa     | Bulgarien      | 13,33000     | 00x00 / +0,4              | 00x00 / −1,3              | 13,33 / −0,3              | nicht im Finale der besten acht Springerinnen | nicht im Finale der besten acht Springerinnen | nicht im Finale der besten acht Springerinnen |
| 12    | Dovilė Kilty            | Litauen        | 13,27000     | 13,27 / +1,2              | 00x00 / +0,5              | 13,04 / −1,1              | nicht im Finale der besten acht Springerinnen | nicht im Finale der besten acht Springerinnen | nicht im Finale der besten acht Springerinnen |

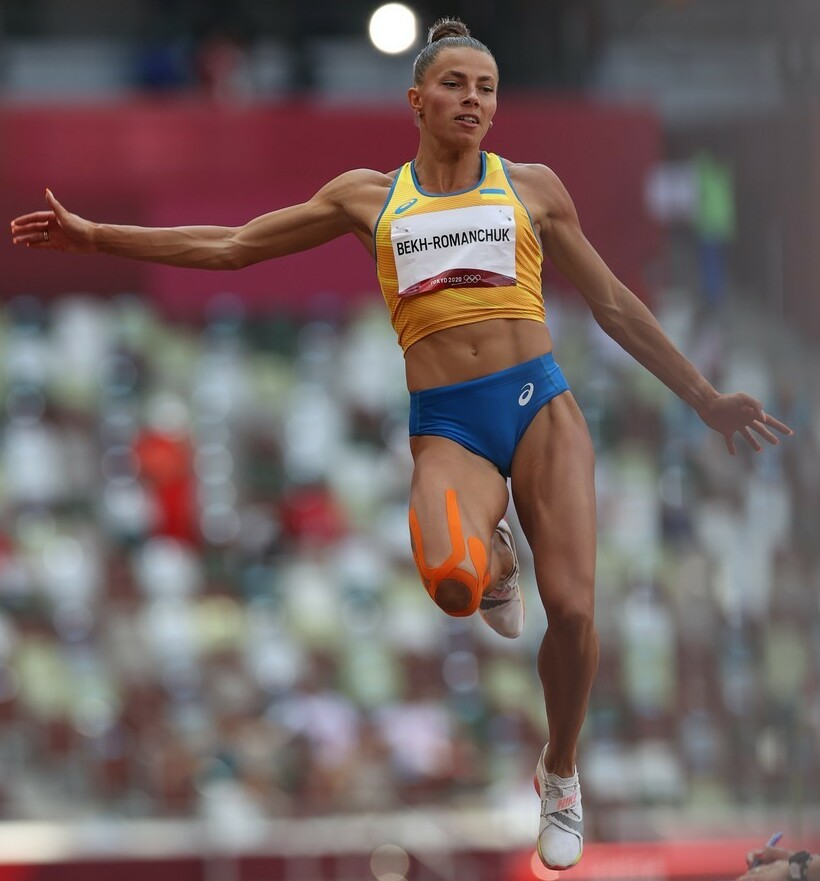
Europameisterin Maryna Bech-Romantschuk stellte eine neue europäische Jahresbestleistung auf

Im Dreisprung gab es mit der Ukrainerin Maryna Bech-Romantschuk, die tags zuvor im Weitsprung als Vierte medaillenlos geblieben war, eine klare Siegerin. Am Ende hatte sie mit 15,02 m eine neue europäische Jahresbestleistung aufgestellt und als einzige Athletin die 15-Meter-Marke übertroffen. Die zweitplatzierte Finnin Kristiina Mäkelä hatte mit 14,64 m einen neuen Landesrekord aufgestellt.
Im Kampf um Bronze und die weiteren vorderen Platzierungen ging es sehr eng zu. Schon in Runde eins gelang Bech-Romantschuk mit 14,81 m ein weiter Sprung, mit dem sie von Beginn an die Führung innehatte. Zweite war die Britin Naomi Metzger mit 14,33 m vor der portugiesischen Europameisterin von 2016 Patrícia Mamona mit 14,26 m. Es folgte die Israelin Hanna Minenko (14,20 m).
Im zweiten Durchgang gelang Mäkelä ihr finnischer Rekord mit 14,64 m. Die Deutsche Neele Eckhardt-Noack steigerte sich auf 14,39 m und war damit Dritte. Anschließend verdrängte Minenko mit ihrem dritten Sprung auf 14,45 m die Deutsche vom Bronzerang. Mamona erzielte in der dritten Runde 14,39 m. Damit zog auch sie aufgrund ihres weiteren zweitbesten Versuchs vorbei an Eckhardt-Noack. Mit ihrem vierten Sprung festigte Mamona ihre Platzierung als Vierte. Ihr fehlten jetzt nur vier Zentimeter auf den Bronzerang.
Im fünften Durchgang änderten sich die Positionen noch einmal und es wurde noch enger. Eckhardt-Noack rückte mit ihren hier gesprungenen 14,43 m bis auf zwei Zentimeter an den Bronzeplatz heran und lag gleichzeitig zwei Zentimeter vor Mamona. In dieser fünften Versuchsreihe erzielte die führende Bech-Romantschuk ihre europäische Jahresbestleistung von 15,02 m.
In der sechsten und letzten Runde gelangen Eckhardt-Noack noch einmal 14,40 m, was an der Medaillenverteilung und den Platzierungen jedoch nichts mehr änderte. Hinter der neuen Europameisterin Maryna Bech-Romantschuk und Silbermedaillengewinnerin Kristiina Mäkelä gab es Bronze für Hanna Minenko. Neele Eckhardt-Noack wurde Vierte und Patrícia Mamona kam vor Naomi Metzger auf den fünften Platz.

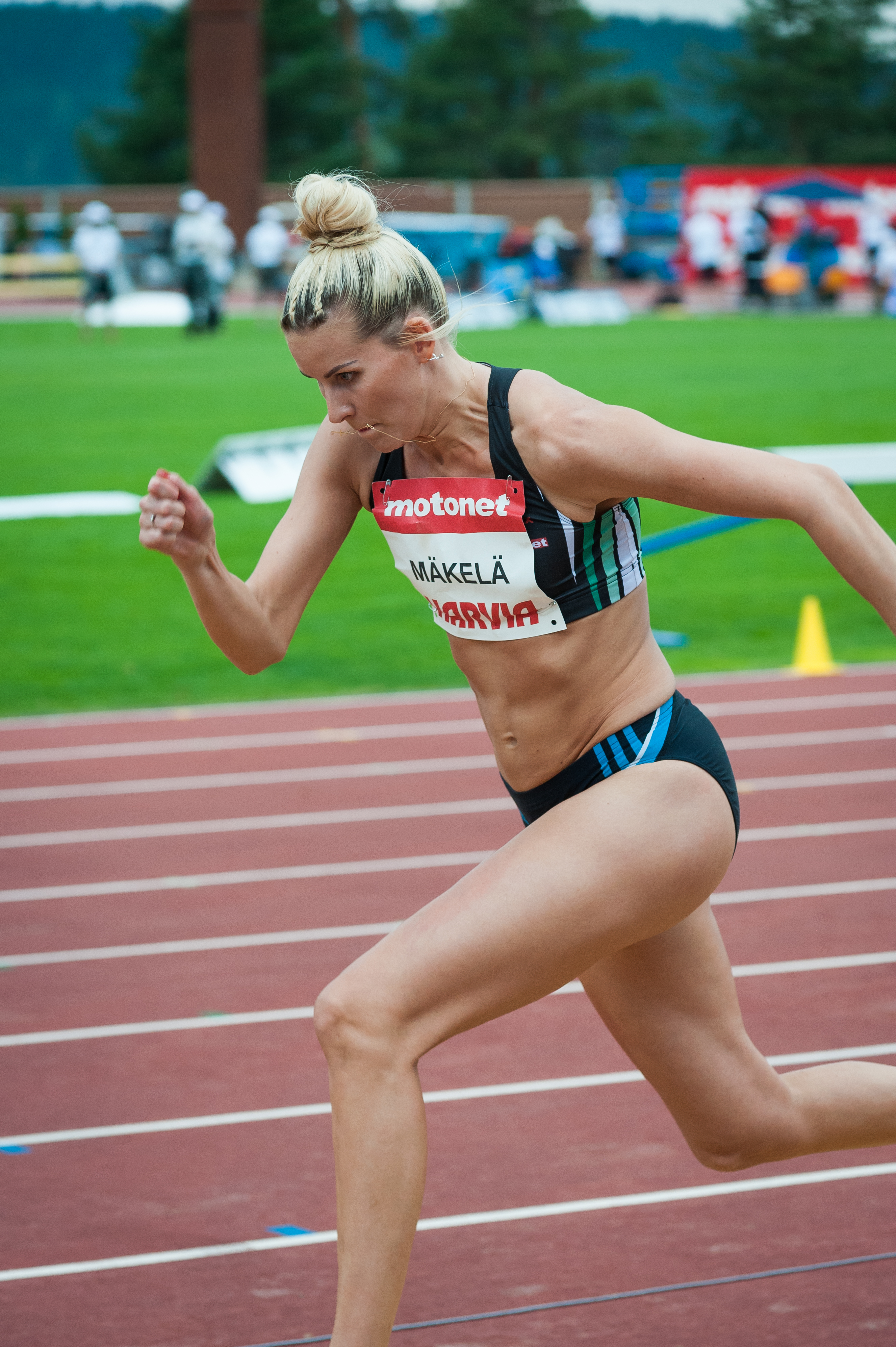
Vizeeuropameisterin Kristiina Mäkelä
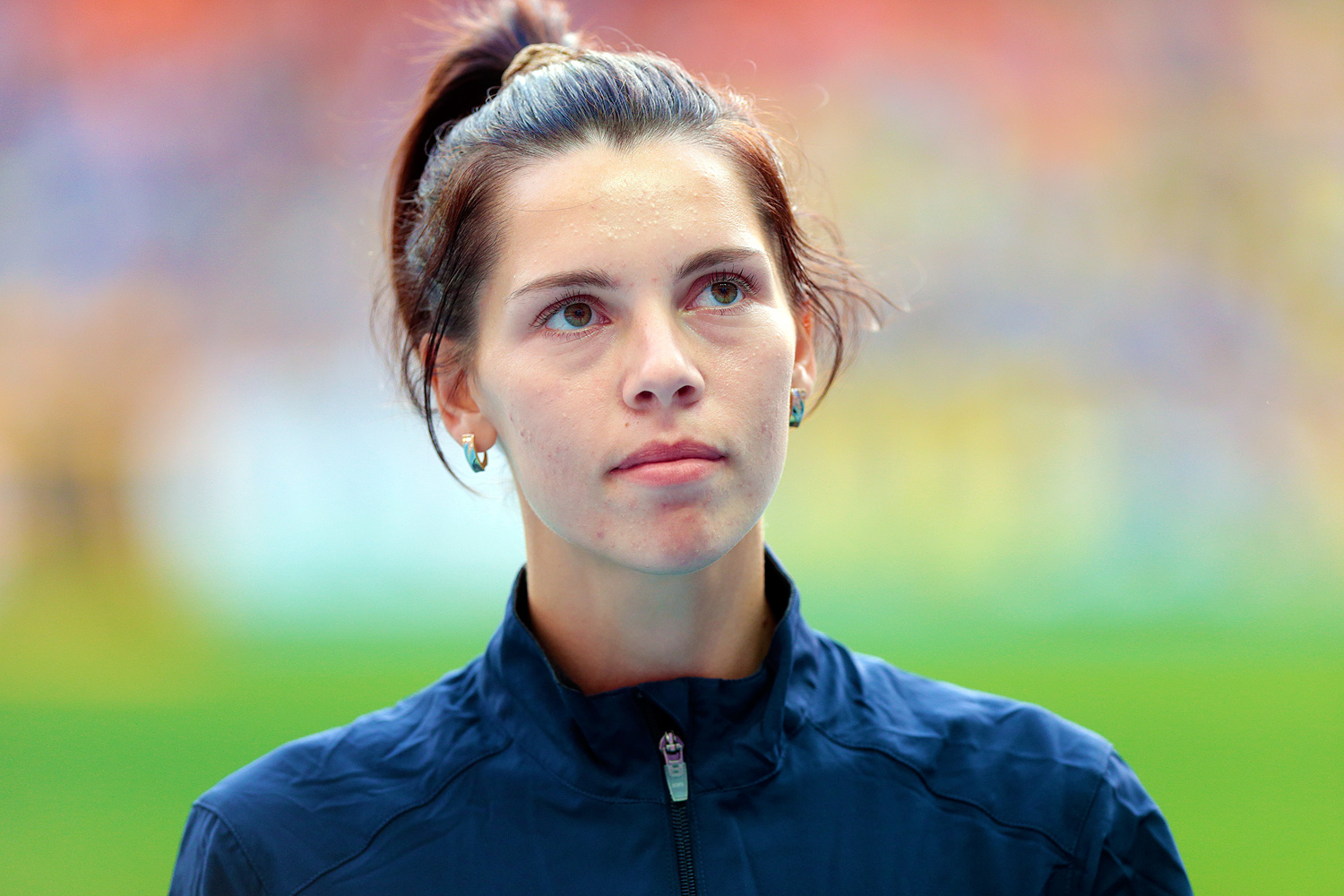
Bronzemedaillengewinnerin Hanna Minenko
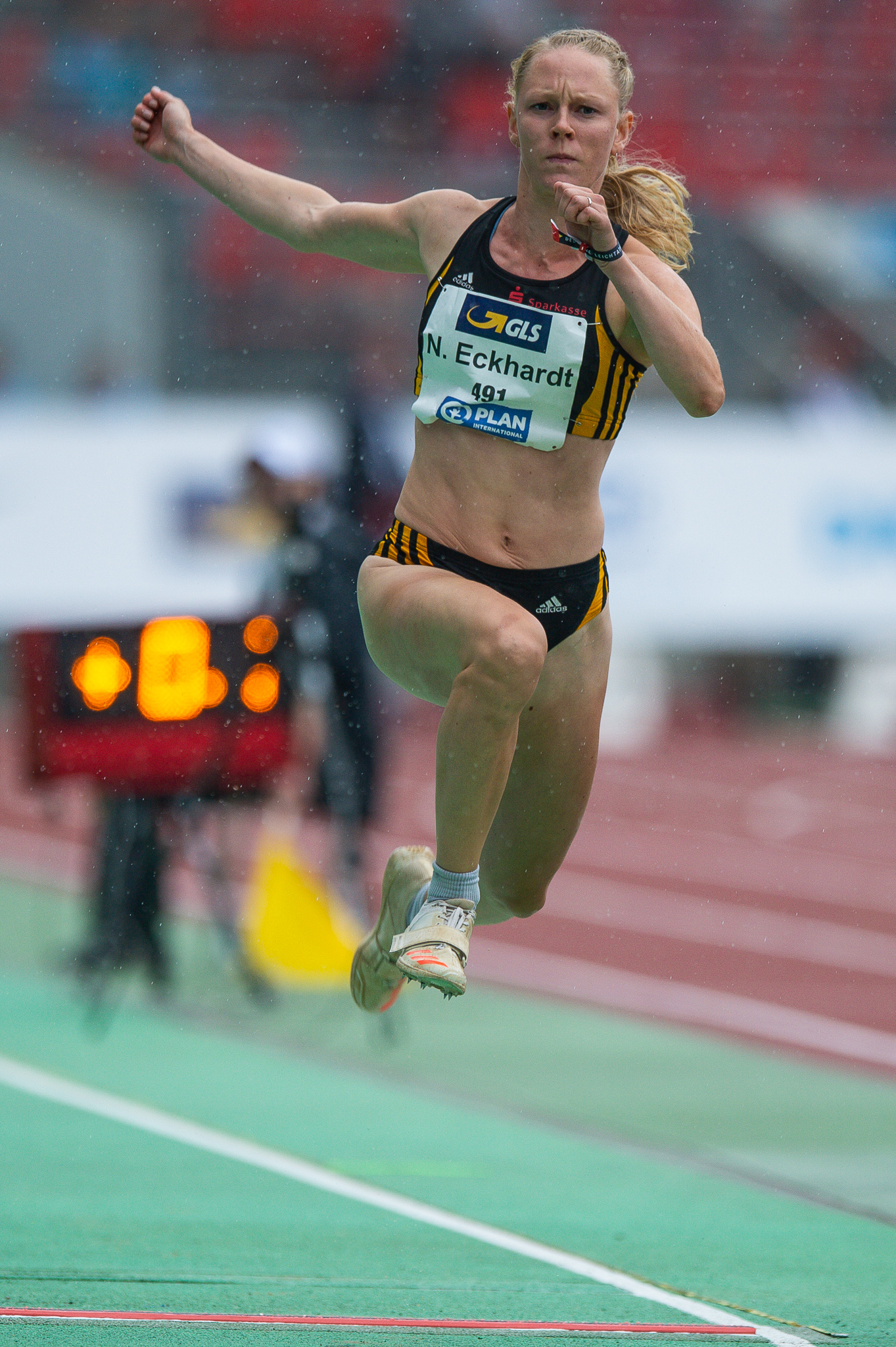
Neele Eckhardt-Noack verpasste Bronze um zwei Zentimeter
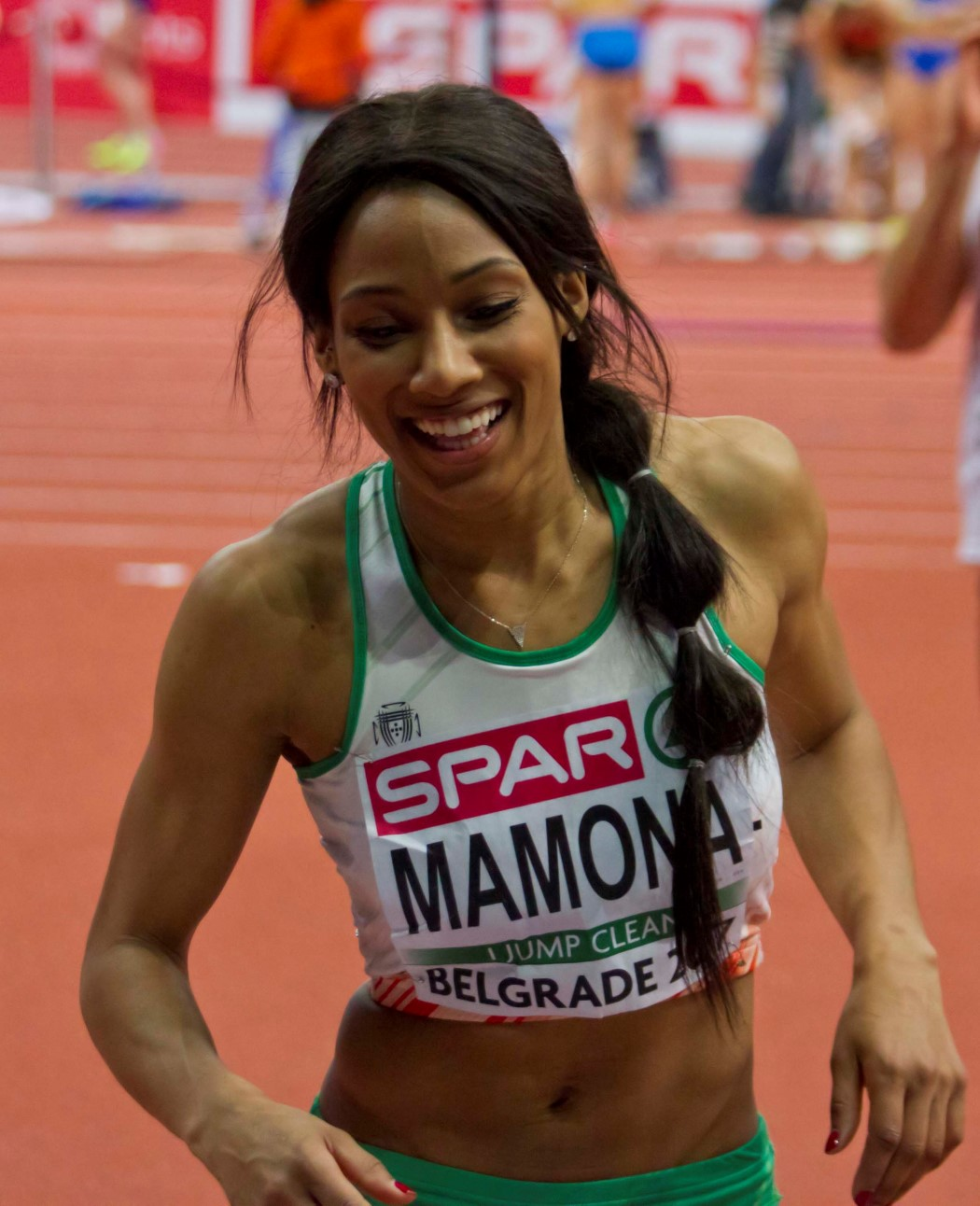
Patrícia Mamona – unter anderem Europameisterin von 2016 – kam auf den fünften Platz

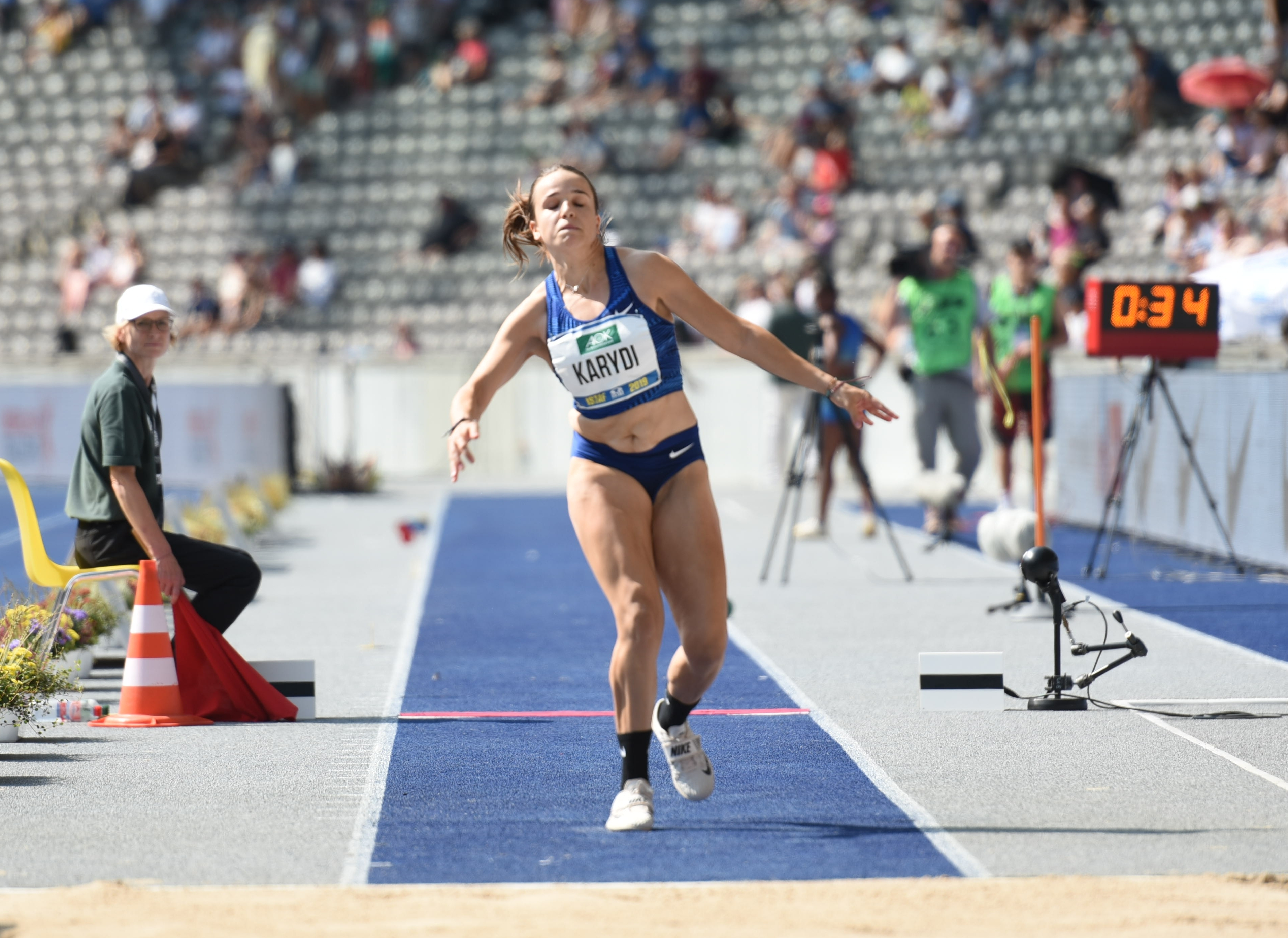
Spyridoula Karydi belegte Rang neun
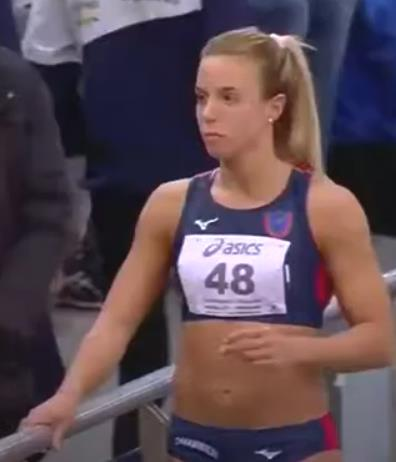
Die zehntplatzierte Ottavia Cestonaro
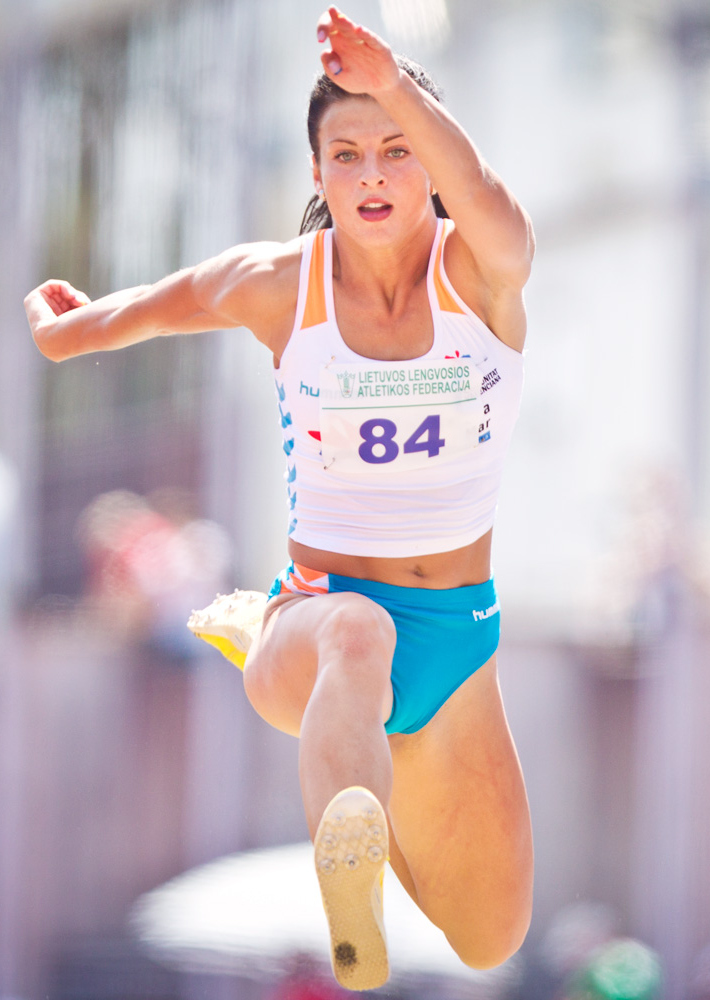
Rang zwölf für Dovilė Kilty, frühere Dovilė Dzindzaletaitė

## Videolink
- Women's Triple Jump Final Highlights European Athletics Championships, youtube.com, abgerufen am 9. April 2023